# Обильный (Чечня)
Оби́льный (чечен. Обилни) — хутор в Наурском районе Чеченской Республики. Входит в Николаевское сельское поселение.

## География
Расположен на левобережье Терека, на северной стороне оросительного канала Наурско-Шелковская ветвь. Южнее, за каналом, проходят линия Северо-Кавказской железной дороги и автодорога Р262 Ставрополь—Крайновка, а также ещё один оросительный канал — Канал имени Ленина. К северу и востоку от населённого пункта степь постепенно переходит в полупустыню. Здесь разбросаны многочисленные кошары, кутаны, фермы и колодцы, обслуживающие животноводческие хозяйства района. Севернее хутора — кутан Толстов Колодец, северо-восточнее — кутан Глубокая Балка и, за ним, молочно-товарная ферма Бачагиров. Юго-восточнее несколько кошар было расположено в урочище Хаховички.
Ближайшие населённые пункты: на севере — хутор Семиколодцев, на северо-западе — село Фрунзенское, на западе — село Новое Солкушино, на юге — станица Николаевская.

## История
В 1977 году Указом Президиума ВС РСФСР хутор Обильный МТФ колхоза «Красное Знамя» переименован в посёлок Обильный.

## Население
| 1990 | 2002 | 2010 |
| ---- | ---- | ---- |
| 108  | ↘103 | ↗113 |

По данным 1984 года население Обильного приблизительно составляло 170 человек. На 1 января 1990 года хутор Обильный Николаевского сельсовета (куда на тот момент входили также станица Николаевская, хутора Семиколодцев и Суворовский, железнодорожная будка 147 км и пикет 1025) имел 108 человек наличного населения. Согласно переписи 2002 года, на хуторе проживало 58 мужчин и 45 женщин, 86 % населения составляли чеченцы.

## Инфраструктура
- Фельдшерско-акушерский пункт. По состоянию на 1 января 2009 года собственного помещения не имел[10].